# 繊維状タンパク質

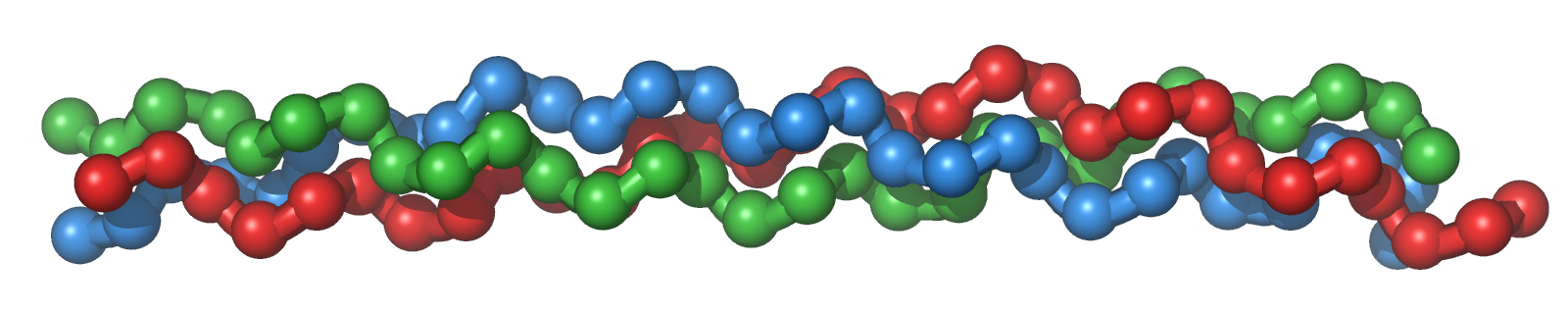
トロポコラーゲンの三重らせん

繊維状タンパク質（せんいじょうタンパクしつ、Fibrous protein）は、球状タンパク質と並んでタンパク質の四次構造の主な2つのうちの1つである。
繊維状タンパク質は、棒や針金の様な形をした長い繊維状の構造を作る。これらは通常不活性であるか貯蔵用のタンパク質である。水には溶けず、疎水性のアルキル基を外側に向けて凝集している。アミノ酸配列には短い残基の繰り返しがしばしば見られ、またコラーゲンの三重らせんのような珍しい二次構造を取ることがある。ケラチンのジスルフィド結合の様な主鎖間の架橋構造が見られることもある。
繊維状タンパク質は球状タンパク質に比べて変性しにくい。
繊維状タンパク質は結合組織、腱、骨、骨格筋などを作っている。例としてはケラチン、ミオシン、コラーゲン、エラスチンなどがある。